# Photedes punctivena
Photedes punctivena là một loài bướm đêm trong họ Noctuidae.